# جهاد الترباني
جهاد الترباني كاتب وشاعر وباحث تاريخي فلسطيني، اهتم بالتاريخ الإسلامي، أشتهر بشعره الداعم للثورة السورية ضد نظام بشار الأسد، والثورة المصرية ضد نظام حسني مبارك، كتب قصائد شعرية تم إنشادها من عدة منشدين أو مغنيين ومنهم فضل شاكر، ونايف الشرهان وفريق غرباء للفن الإسلامي.
وهو صاحب كتاب «مائة من عظماء أمة الإسلام غيروا مجرى التاريخ»، وكتاب 101 لغز بربروسا، وكتاب 101 سر آريوس، وكتاب مدرسة محمد، وكتاب مدرسة الصحابة، وكتاب حرب الفاندال، وكتاب العملية 101. يقدم أيضا برنامج «العظماء المائة» على اليوتيوب الذي يذكر به بعض عظماء المسلمين الذين غيروا تاريخ الأمة، منهم سليمان القانوني وحذيفة بن اليمان وعمرو بن العاص والأخوان بربروسا. تنتشر حلقاته على يوتيوب وتلقى رواجًا كبيرا في عدة بلدان عربية وأجنبية.
ومن أشهر قصائده المنتشرة قصيدة (إننا الأبطال لا نحني الرؤوس) التي أنشدها فريق غرباء للفن الإسلامي، وقصيدة (تقدموا) التي يمدح بها الثائرين على نظام بشار الأسد في سوريا.
وشارك في برنامج سواعد الإخاء.

## كتبه
ترجمت مؤلفات جهاد الترباني إلى العديد من لغات العالم، من اللغة العربية؛ ومؤلفاته هي:
- مائة من عظماء أمة الإسلام غيروا مجرى التاريخ.[3]
- 101 لغز بربروسا.[4]
- 101 سر آريوس.[5]
- 101 حرب الفاندال.[6]
- 101 المعركة الأخيرة
- مدرسة محمد صلى الله عليه وسلم.[7]
- مدرسة الصحابة رضي الله عنهم.[8]
- العملية 101[2]
- مدرسة الأنبياء عليهم الصلاة والسلام[9]
- مدرسة الحب: يفتتحه بقصة حب النبي صلى الله عليه وسلم ثم يناقش لماذا نخجل من الحب وهو ليس بمنكر في الديانة ولا محظور في الشريعة. ثم عن لغات الحب الخمس التي تكلم عنها "غاري شابمان"، عن الوقت النوعي وعن التفاهم بين الزوجين، عن الشخصيات السامة في حياتنا، وعن حب النفس والبخل والخذلان وأشياء أخرى.[10]

## قصائده
من أشهر القصائد التي كتبها جهاد الترباني قصيدة «ما وهنا» و«إننا الأبطال»